# Умняшкин, Дмитрий Яковлевич
Дми́трий Я́ковлевич Умня́шкин (1906—?) — советский партийный и государственный деятель. Депутат Верховного Совета СССР 4 созыва.

## Биография
Родился в октябре 1906 года. Член компартии с 1927 года.
10.1952-13.4.1957 — председатель Исполнительного комитета Приморского краевого Совета.

## Награды
- Орден Трудового Красного Знамени (27 октября 1956 года) — в связи с пятидесятилетием со дня рождения и отмечая его заслуги перед Советским государством.